# Marie-Madeleine Gauthier
Marie-Madeleine Coste, tras su matrimonio Marie-Madeleine Gauthier, (Langon, Gironda, 25 de abril de 1920 - ibid. 20 de mayo de 1998), fue una investigadora, historiadora del arte y escritora francesa, convertida en una autoridad a nivel mundial en el campo de los esmaltes medievales, en general, y de los procedentes de Limoges, en particular.

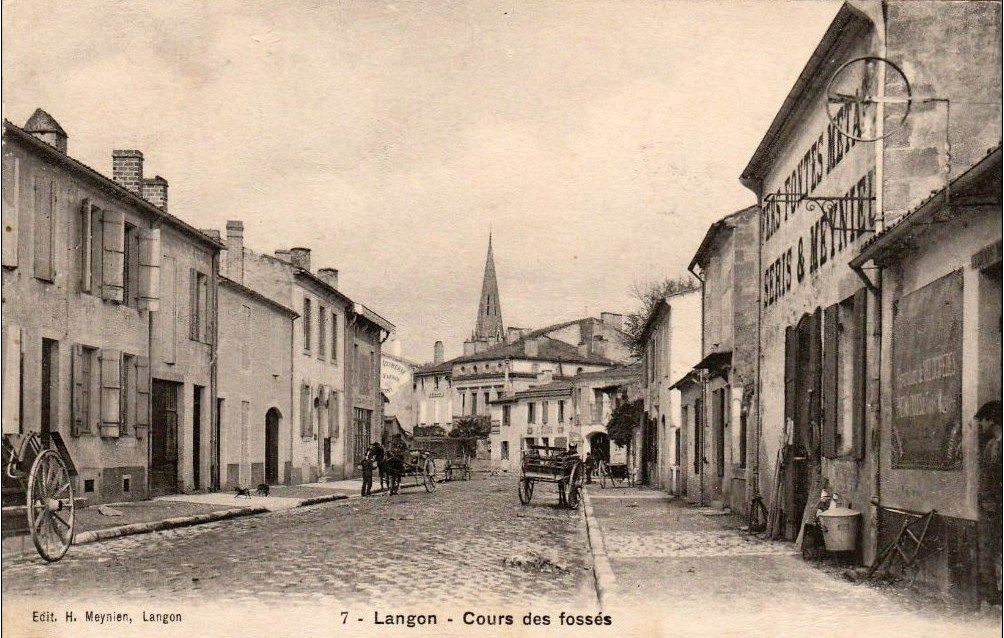
Langon - Cours des Fossés, lugar de nacimiento.

## Biografía
Cuando nació su padre, Auguste Coste, era comerciante de vinos en la pequeña ciudad girondina de Langon, situada en la región vinícola de Graves, y estaba casado con Anne Capdeville. Vivían en la Cours de Fossés.
Tras su formación inicial, realizó sus estudios superiores en la Universidad de Burdeos, donde se formó como bibliotecaria, profesión que inició en la biblioteca de Limoges como conservadora.  En esta tesitura surgió su creciente atracción hacia los esmaltes medievales, que dio lugar a su primera publicación, el catálogo de una exposición, coorganizada con su marido, ayudante de Bellas Artes, que se celebró en 1948 en el museo municipal de esta localidad.
Esta publicación será seguida por una segunda en 1950.
Después participó en la École Practique des Hautes Études (EPHE), en un seminario dirigido por André Grabar, especialista, de origen ucraniano, en arte medieval y cristiano, particularmente bizantino, que ejerció una profunda influencia intelectual sobre ella al comienzo de su carrera. En este contexto realizó sus innovadores estudios sobre la decoración de esmalte de Limoges de principios del siglo XIII del papa Inocencio III para la fachada de la Confessio de la Basílica de San Pedro en el Vaticano, que publicó en 1964 bajo el título de Observations préliminaires sur les restes d'un revêtement d'émail champlevé fait pour la confession de Saint Pierre à Rome.
Entre 1948 y 1987 publicó un gran número de obras y textos.
Entre 1954 y 1963 presidió la Sociedad Arqueológica e Histórica Limusina.
Contribuyó al enriquecimiento de la Encyclopædia Universalis.
Fue también conservadora de la Biblioteca Nacional de Francia (BnF) y vivió en Estados Unidos entre 1964 y 1967. 

### Una gran proyecto

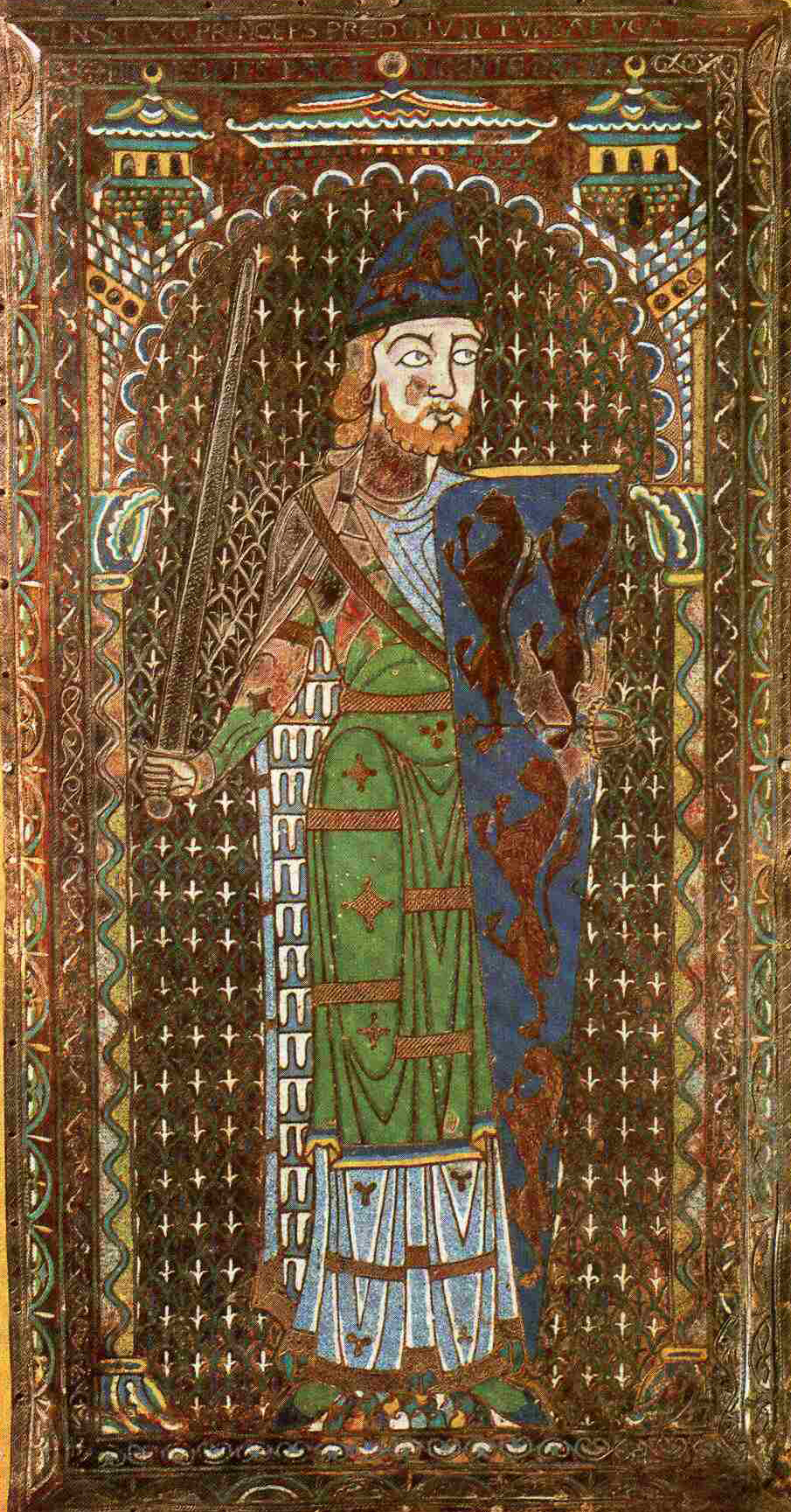
Esmalte Plantagenet, analizado en detalle y datado hacia 1160 por Marie-Madeleine Gauthier.

Mientras era conservadora en la biblioteca de Limoges, realizó un trabajo documental y fotográfico sobre los esmaltes lemosineses de la Edad Media y fundó allí, a finales de los años 1940, un proyecto de investigación que, a partir de 1955, empezó a darse a conocer: el Corpus de esmaltes meridionales adquiere el título de laboratorio de investigación. Tras incorporarse al CNRS como investigador en 1963, este programa fue retomado por este organismo y recibió el apoyo del Ministro de Cultura, André Malraux. El Corpus de esmaltes meridionales es un proyecto de investigación cuya misión principal es el inventario exhaustivo y el análisis científico de los esmaltes champlevé limosinos producidos en la Edad Media entre el siglo XI y el siglo XIV, conocida como la «Obra de Limoges», conservadas en todo el mundo, en colecciones públicas y privadas, o situadas en el mercado del arte. Desde el principio se han previsto varios volúmenes, divididos en secciones cronológicas.
El primer volumen (Catalogue international de l’Œuvre de Limoges, tome I, L’époque romane - Esmaltes meridionales. Catálogo Internacional de las Obras de Limoges, volumen I, La época románica), está dedicado a los esmaltes del periodo románico (1150-1190) y se publicó en 1987.
A la muerte de Marie-Madeleine Gauthier, sólo se publicó el volumen I del Corpus de esmaltes meridionales, que abarca el período románico (1150-1190). A lo largo de su vida reunió un inmenso fondo documental, compuesto por 11000 dosieres de piezas esmaltadas, 30000 placas fotográficas, manuscritos y abundante correspondencia.  Por esta razón se formó un equipo internacional de especialistas para establecer el manuscrito del volumen II, coordinado por Élisabeth Antoine-König y Danielle Gaborit-Chopin, conservadoras del Departamento de Artes Decorativas del Museo del Louvre. Este segundo volumen se publicó en 2011, bajo el título Corpus des émaux méridionaux. Tome II. L'apogée, 1190-1215 , Ediciones del CTHS/Louvre, en paralelo a la creación de una base de datos y de un complemento en formato de CD-ROM con 860 obras.
La publicación del tercer volumen del Corpus de esmaltes meridionales está prevista para 2026.

## Vida personal
El 26 de julio de 1947 se casó en el ayuntamiento de Langon con Serge Gauthier, que llegó a ser el director de la fábrica de Porcelana de Sèvres y bibliotecario del Centro Pompidou. Con  este nombre de casada firmó sus obras y pasó a la posteridad.

## Publicaciones (selección)
La base de datos de la BnF relaciona sus principales obras.
Entre ellas destacan tres obras espcialmente:
- Émaux du Moyen Âge occidental. Fribourg (Suisse): Office du Livre. 1972. p. 443. OCLC 1276863327. [19][20]
- Les Routes de la foi. Fribourg (Suisse): Office du Livre. 1983. p. 219. OCLC 715289865.
- Y sobretodo: Émaux méridionaux: catalogue international de l'œuvre de Limoges. T. 1, L'époque romane (1987), avec la collaboration scientifique de Geneviève François, comprende 336  notas explicativas, comúnmente llamado Corpus de los esmaltes meridionales[17][21] — Por esta obra, Marie-Madeleine Gauthier se hizo merecedora en 1988 del premio Fould de la Academia de Inscripciones y Bellas Letras.

## Reconocimientos
- Chevalière de l'ordre des Palmes académiques (1961)
- Chevalière de l'ordre national du Mérite (1965)[22]
- Miembro del Instituto de Estudios Avanzados (IAS) de Princeton, School of historical studies (1964 y 1967)[22]
- Miembro de la Comisión Superior de Monumentos Históricos
- Correspondiente de la Academia Británica (1983)
- Sociétaire de la Society of Antiquaries, branche Medieval Art basée à Princeton [7]
- Medalla de plata del CNRS (1984)[23]
- Fellow (sociétaire) de la Medieval Academy of America (1996)[24]